# Detlev von Liliencron
Detlev (egentligen Friedrich Adolf Axel) von Liliencron, född den 3 juni 1844 i Kiel, död den 22 juli 1909 i Alt-Rahlstedt nära Hamburg, var en tysk friherre och författare. 
von Liliencron blev officer och deltog som sådan i Tyska enhetskriget 1866 och Fransk-tyska kriget 1870. På grund av skulder och sår tog han sedan avsked som kapten och reste till Amerika, där han upplevde riktiga hundår. Återkommen till Tyskland, blev han anställd som "Kirchspielvogt", men nedlade 1887 sin befattning för att uteslutande ägna sig åt litteraturen. Av tyske kejsaren erhöll han ett årligt anslag. Av de senare tyska skalderna ärades von Liliencron under senare år som lärofader och "Altmeister". Han debuterade med impressionistiskt livliga och militärhurtiga skildringar på vers från sitt deltagande i kriget, Adjutantenritte (1883). De uppenbarade en självständig realistisk skaldebegåvning, som avgjort bröt med den glatta epigonlyrik, vilken härskade vid hans framträdande. 
von Liliencrons senare diktsamlingar, Gedichte (1889), Der Haidegänger und andre Gedichte (1890), Neue Gedichte (1893; 2:a upplagan kallad Nebel und Sonne 1900), Kampf und Spiele (1897), Kämpfe und Ziele (samma år) och Bunte Beute (1903), berättelsesamlingar, Eine Sommerschlacht (1886), Unter flatternden Fahnen (1888), Der Mäcen (1889), Krieg und Frieden (1891) och Kriegsnovellen (1893), och skådespel, Knut der Herr (1885), Der Trifels und Palermo (1886), Die Rantzow und die Pogwisch (samma år), Arbeit ädelt (samma år), Die Merowinger (1888) och Pokahuntas (1905), liksom romanen Breide Hummelsbüttel (1887) och "eposet" Poggfred (1896), "visa", skriver Ruben Berg i Nordisk Familjebok, "egentligen ingen utveckling, men väl L:s begränsning". 
Berg fortsätter: "Hans dramer och längre berättelser brista i uppbyggnad och sammanhang, bara enstaka, lyriskt upprörda stycken af dessa större kompositioner äro lyckade. Af hans noveller äro skildringarna från kriget bäst: en fosterländskt stolt stämning, en soldatisk känsla för krigets och fälttjänstens ögonblickslif förenas med en bohemkonstnärs sorglösa njutningsförmåga. Hufvudfigurerna hos L. äro den adlige godsherrn, officern i krig eller på manöver, den muntre, kringvandrande artisten och den unga flickan. L:s lefnadsglädje och verklighetskärlek yttrade sig dels som impressionistisk, koloristisk och på samma gång saklig naturskildring, dels som kraft att njuta af och återge intryck och erfarenheter i vidaste omfattning. Elementär sinnesmottaglighet, naiv och rättfram språkkonst, som först sent slog öfver i maner, gjorde honom till en inflytelserik förnyare af den tyska dikten. Hans suggestiva, lidelsefulla ballader fortsätta ypperligt linjen Bürger-Goethe-Uhland-Droste-Hülshoff–Fontane".
von Liliencrons Sämtliche Werke föreligger i 15 band, av vilka det sista innehåller biografiska meddelanden under titeln Leben und Luge (1908). Till dem sluter sig Nachlass (två band, 1909), Ausgewählte Briefe (två band, 1910, utgivna av Dehmel) och Briefe an H. Friedrichs (samma år). Gesammelte Werke i ny anordning utkom 1911-1912 i åtta band. Redan under hans livstid och strax efter hans död behandlades hans liv och verk i arbeten av Otto Julius Bierbaum (1890), Hugo Greinz (1896) Franz Oppenheimer (1898), Hanz Benzmann (1909) och Heinrich Spiero (1910, 1913). I födelsestaden Alt-Rahlstedt restes 1910 en minnesvård över von Liliencron.

## På svenska
- Krigsnoveller (okänd översättare, Bonnier, 1904)
- I med- och motgång (översättning Oscar Nachman, B. Wahlström, 1922)
- "I en storstad" [dikt] (översättning Johannes Edfelt. Ingår i antologin Synkrets (Bonnier, 1974), s. 19

"Några dikter i A. Mörne, Tysk lyrik, 1942." (Litteraturhandboken. 5. uppl., Forum, 1983), s. 548